# Cyanopsis costalimai
Cyanopsis costalimai är en tvåvingeart som beskrevs av Guimaraes 1964. Cyanopsis costalimai ingår i släktet Cyanopsis och familjen parasitflugor. Inga underarter finns listade i Catalogue of Life.